# Sciobia viettei
Sciobia viettei är en insektsart som beskrevs av Lucien Chopard 1958. Sciobia viettei ingår i släktet Sciobia och familjen syrsor. Inga underarter finns listade i Catalogue of Life.